# Рацирахонана, Норберт
Норберт Лала Рацирахонана (малаг. Norbert Lala Ratsirahonana; род. 18 ноября 1938) — мадагаскарский политический и государственный деятель, президент Мадагаскара с 5 сентября 1996 года по 9 февраля 1997 года, премьер-министр Мадагаскара с 28 мая 1996 года по 21 февраля 1997 года.

## Биография
Норберт Лала Рацирахонана родился 18 ноября 1938 года в Анциранане, в регионе Диана на Мадагаскаре.
Основал и возглавил партию «Asa Vita no Ifampitsarana» («Judged By Your Work»), выступавшую против президента Дидье Рацираки. Эта партия стала частью коалиции, избравшей Альберта Зафи на пост президента в 1993 году. 
28 мая 1996 года, когда премьер-министр был смещен парламентом в вотума недоверия, Зафи назначил на этот пост Рацирахонану, являвшегося председателем Высокого конституционного суда. Вскоре после этого Зафи был отрешен от должности и, 4 сентября 1996 года на Рацирахонану были временно возложены полномочия главы государства. Президентские выборы были проведены 3 ноября 1996 года, по результатам них Рацирахонана занял четвертое место (после Рацираки, Зафи и Разафимахалео) с 10.14% голосов. Во втором туре, состоявшемся 29 декабря, Рацирахонана поддержал Зафи, но победил Рацирака. Рацирахонана оставил должность президента, когда Рацирака был приведен к присяге, 9 февраля 1997 года. Двенадцать дней спустя, он также потерял пост премьер-министра, а его партия завоевала лишь 13 из 150 мест в парламенте на выборах 1998 года. 
В сентябре 1997 года Рацирахонана стал председателем Национального исполнительного комитета оппозиционной коалиции.
В декабре 2001 года Рацирахонана вышел из участия в президентских выборах и одобрил кандидатуру Марка Равалумананы. Был назначен «послом» президента, однако в 2006 году подал в отставку с должности и в августе того же года выдвинул свою кандидатуру на президентских выборах, назначенных на 3 декабря. По официальным данным, он получил 4,22% голосов и занял пятое место (в провинции Антананариву — 7,14% голосов).
После того как произошёл военный переворот 2009 года, и было объявлено, что президентом станет лидер оппозиции Андри Радзуэлина, 17 марта 2009 года Рацирахонана присутствовал в качестве ведущего церемонии. 31 марта 2009 года Радзуэлина назначил Рацирахонану одним из 44 членов Высшей переходной администрации.